# مخيم السلام للنساء في غرينهام كومون
كان مخيم السلام للنساء في غرينهام كومون عبارة عن سلسلة من مخيمات الاحتجاج التي أُقيمت للاحتجاج على الأسلحة النووية الموجودة في قاعدة سلاح الجو الملكي البريطاني غرينهام كومن في باركشير بإنكلترا. بدأ المخيم في سبتمبر 1981 بعد أن وصلت المجموعة الويلزية المسماة «نساء من أجل الحياة على الأرض» إلى غرينهام للاحتجاج على قرار الحكومة البريطانية بالسماح بتخزين صواريخ كروز هناك. قررت النساء البقاء في غرينهام لمواصلة احتجاجهن بعد أن أدركن أن المسيرة وحدها لن تجلب الاهتمام الذي يحتجن إليه لإخراج الصواريخ. وقع الحصار الأول للقاعدة من قِبل المتظاهرات في مارس 1982 بوساطة 250 امرأة محتجة، واعتُقل 34 منهن خلال ذلك. كان المخيم نشطًا لمدة 19 عامًا، وحُلّ عام 2000.

## نبذة تاريخية
جاءت أولى أنشطة المقاومة من قِبل مخيمات السلام في غرينهام كومن في سبتمبر 1981، حين قيدت 36 امرأة أنفسهن في سياج القاعدة احتجاجًا على الأسلحة النووية. في 29 سبتمبر 1982، فُضّ اعتصام النساء من قِبل مجلس مقاطعة نيوبري، لكنهن أقمن مخيمًا جديدًا مجاورًا خلال أيام. في ديسمبر 1982، استجابت 30,000 امرأة لخطاب السلسلة الذي أُرسل، وشبكن أيديهن حول القاعدة في حدث سُمي «احتضان القاعدة».
ذاع صيت المخيمات في 1 أبريل 1983 حين شكلت حوالي 70,000 امرأة محتجة سلسلة بشرية بطول 14 ميلًا (23 كيلومترًا) من غرينهام إلى الدرمستون ومصنع الذخيرة في بورفيلد. ألهم اهتمام وسائل الإعلام التي تحيط بالمخيم الناس في جميع أنحاء أوروبا لإنشاء مخيمات سلام أخرى. حدث تطويق آخر للقاعدة في ديسمبر 1983، بحضور 50,000 امرأة. قُطعت أجزاء من السياج وكان هناك المئات من الاعتقالات.
في 4 أبريل 1984، فُضّ اعتصام النساء مرة أخرى من حول القاعدة؛ ومرة أخرى، عادت الكثيرات بحلول الليل لإصلاح المخيم. في يناير 1987، على الرغم من تصريح البرلمان بأنه لم يبق هناك أي نسوة معتصمات في غرينهام، كان هناك مجموعات صغيرة من النساء تقطع أجزاء من السياج المحيط في غرينهام كومون كل ليلة لمدة أسبوع.
تألفت المتظاهرات من تسعة مخيمات صغيرة سُميت بوابات بألوان مختلفة حول القاعدة. سُميت المخيمات بألوان قوس قزح، كوسيلة للتناقض مع الظلال العسكرية الخضراء للقاعدة. كان المخيم الأول يدعى «البوابة الصفراء»، بينما شمل البقية «البوابة الزرقاء» التي تركز على العصر الجديد (حركة روحانية شبه دينية غريبة نشأت في النصف الثاني من القرن العشرين)، و«البوابة البنفسجية» التي تركز على الجانب الديني، و«البوابة الخضراء»، التي كانت للنساء فقط ولم تقبل الزوار الذكور. 
غادرت آخر الصواريخ القاعدة عام 1991 نتيجةً لمعاهدة القوى النووية متوسطة المدى، لكن بقي المخيم في مكانه حتى عام 2000، بعد أن حصلت المحتجات على حق إقامة نصب تذكاري في الموقع. على الرغم أن الصواريخ قد أزيلت من القاعدة، إلا أن المخيم استمر كجزء من الاحتجاج على برنامج ترايدنت النووي القادم. كانت سارة هيبرسون، التي كانت جزءًا من الاحتجاج طوال أعوامه التسعة عشر، من بين آخر أربع نساء غادرن المخيم.
افتُتح المخيم القديم كموقع تذكاري وتاريخي في 5 أكتوبر 2002. توجد سبعة أحجار منتصبة حول تمثال «اللهب» الذي يمثل نيران المخيم. بجانب هذا التمثال هناك تمثال لولبي مصنوع من الحجر والفولاذ محفورٌ عليه عبارة «لا يمكنك قتل الروح»، وهناك أيضًا لوحة للناشطة هيلين وين توماس التي قُتلت بالقرب من الموقع.

### المعارضة ضد مخيم السلام
كان معروفًا بين نساء غرينهام أن تصرفاتهن ووجودهن لم يكن موضع ترحيب كامل. ذكرت آن سيلر، إحدى نساء غرينهام، في مقال إن الحانات المحلية في غرينهام رفضت خدمة النساء. وقالت إن المنشقات غالبًا ما يتجمعن هناك للتفكير في طرق لمضايقة الاحتجاج. لاحظت سيلر أن «مجموعات حراسة» قد شُكلت لمهاجمة النساء في القاعدة. جعلت هذه الإجراءات العديد من نساء غرينهام يخشين الاندفاع في البلدة.
لم تتصرف الشرطة المحلية بصداقة تجاه نساء غرينهام. كان الضباط غالبًا ما يُطلقون سراح نساء غرينهام من الاعتقال في منتصف الليل. إذا ما قررت النساء العودة إلى القاعدة، فغالبًا ما يجدن أنفسهن في مكان بعيد جدًا عن مخيم كومون، ويُجبرن على السير لمسافات طويلة للعودة إلى الاحتجاج.
دعت وزارة الدفاع إلى زيادة وجود الشرطة في القاعدة. وبرروا ذلك على أساس أن الإرهابيين قد يحاولون التسلل إلى القاعدة، متظاهرين بأنهم مشاركون في احتجاج غرينهام. لكن بالنسبة إلى نساء غرينهام، كان يُنظر إلى ذلك على أنه محاولة أخرى لانتهاك احتجاجهن.

## استراتيجيات الاحتجاج
استخدمت النساء في غرينهام الأنشطة والملصقات والأغاني للاحتجاج على الصواريخ النووية واكتساب الانتباه.
شمل أول نشاط احتجاجي أُجري في غرينهام النساء اللواتي ربطن أنفسهن بسياج القاعدة في سبتمبر عام 1981. وكانت أكثر مظاهرات الاحتجاج المعروفة التي قامت بها نساء غرينهام هي حدث «احتضان القاعدة» واحتجاجات السلسلة البشرية. في حدث «احتضان القاعدة»، شبكت 30,000 امرأة أياديهن حول السياج الخارجي المحيط. في أبريل من عام 1983، أنشأت نساء غرينهام وأنصارهن سلسلة بشرية بطول 14 ميلًا. في ديسمبر من ذلك العام، أُنشئت سلسلة بشرية أخرى تدور حول السياج، بينما قُطعت بعض أجزاء السياج. في حالة واحدة على الأقل، ارتدت النساء ملابس ساحرات وحاولن قطع سياج القاعدة.
كانت نساء غرينهام «متحمسات» عادةً. كن يرتدين ملابس سوداء، ويقلن إنهن ينوين الحداد على الأطفال الذين سيُفقدون في الحرب النووية في المستقبل.
استُخدمت الملصقات من قِبل النساء في غرينهام، وبرز رمز شبكة العنكبوت غالبًا، والذي يرمز إلى هشاشة ومثابرة نساء غرينهام.
كان الغناء إستراتيجية احتجاجية أخرى استخدمتها نساء غرينهام. استُخدمت الأغاني الشعبية أحيانًا مع إعادة كتابة كلماتها لدعم القضية المناهضة للأسلحة النووية. كانت بعض الأغاني أصلية، وقد كُتبت من قِبل نساء المخيمات. نُشر كتاب الأغاني الرسمي للمخيم عام 1988، والذي يحمل عنوان «نساء غرينهام هن الجميع».

## أهمية الجندر
قُرر في فبراير 1982 أن الاحتجاجات يجب أن تشمل النساء فقط. كان هذا مهمًا لأن النساء كن يستخدمن هويتهن كأمهات لإضفاء الشرعية على الاحتجاج ضد الأسلحة النووية، وكان كل ذلك باسم سلامة أطفالهن والأجيال القادمة.
أصبحت شبكة العنكبوت واحدة من أكثر الرموز استخدامًا في المخيم، ويعود السبب لكونها هشة ومرنة على حد سواء، كما تصورت نساء غرينهام أنفسهن. اكتسبت نساء غرينهام سمعة سيئة لارتدائهن ملابس ساحرات، وذلك في سبيل مقارنة رمز الشر المرتبط بالساحرات مع أفعال النساء العاديات في القاعدة.
في ليلة رأس السنة عام 1982، اقتحمت النساء القاعدة للمرة الأولى؛ صعدت 44 امرأة فوق سياج القاعدة العسكرية وصعدن فوق الصوامع ورقصن حولها لساعات. قُبض على جميع النساء، وسُجن 36 منهن. في 1 أبريل 1983، دخلت 200 امرأة إلى القاعدة مرتديات زي دمية الدب. كان زمر «الطفل» الشبيه بدمية الدب تناقضًا صارخًا مع جو القاعدة العسكرية الشديد؛ كانت النساء يبرزن مجددًا سلامة أطفالهن والأجيال القادمة من الأطفال.
كان الحدث الرئيسي التالي هو «انعكاس صورة القاعدة» في 1 ديسمبر 1983، حين أحاطت 50,000 امرأة بالقاعدة للاحتجاج على صواريخ كروز التي وصلت إليها قبل ثلاثة أسابيع. بدأ ذلك اليوم بوقفة صامتة حيث حملت النساء المرايا للسماح للقاعدة أن تنظر بشكل رمزي إلى نفسها وأفعالها؛ ومع ذلك، انتهى اليوم بمئات من الاعتقالات، إذ هدمت النساء أجزاء كبيرة من السياج.